# Hemidactylus sinaitus
Espèce
Synonymes
- Hemidactylus shugraensis Haas & Battersby, 1959

Hemidactylus sinaitus est une espèce de geckos de la famille des Gekkonidae.

## Répartition
Cette espèce se rencontre en Égypte, au Soudan, en Éthiopie, en Somalie et au Yémen.

## Publication originale
- Boulenger, 1885 : Catalogue of the lizards in the British Museum (Natural History) I. Geckonidae, Eublepharidae, Uroplatidae, Pygopodidae, Agamidae, Second edition, London, vol. 1, p. 1-436 (texte intégral).